# 2038
2038 рік — невисокосний рік в григоріанському календарю, що розпочинається в п'ятницю.

## Очікувані події
- 5 січня — кільцеве сонячне затемнення в регіонах Карибського моря, Атлантичного океану та західної частини Африки.
- 19 січня в 03:14:08 (UTC) — проблема 2038 року — кінець епохи 32-ох розрядних Unix, збій систем деяких комп'ютерів.
- 25 квітня — найпізніша дата святкування католицької Пасхи з 1943 року.
- Літо — 26-й Чемпіонат ФІФА по футболу.
- 2 липня — кільцеве сонячне затемнення в регіоні Південної Америки, Атлантичного океану та Африки.
- 26 грудня — повне сонячне затемнення в регіоні Австралії та Нової Зеландії.

## Вигадані події
- Сюжет гри Detroit: Become Human відбувається в даному році.